# Deviație configurațială (de formă)
Deviațiile de configurație sunt abateri ale unei suprafețe reale de la ideala geometrică formă, liniară sau sferică, al căror standard poate fi definit (reprezentat). Deviațiile de formă pot fi măsurate prin diferite procedee tehnice, respectiv cu diferite, adecvate instrumente de măsură. Măria deviațiilor de formă (înfățișare) este diferențiată pe grade , după cum urmează:
- Gradul 1, deviație de formă (simple): abateri de liniaritate sau rotunjime. Pot lua naștere prin îndoirea (deflecția) piesei de prelucrat sau a mașinii prelucrătoare în timpul prelucrării, de asemenea datorită uzurii sculelor sau utilajelor prelucrătoare.
- Gradul 2, unduire (unduitate): deviații văluroase, unduiri. Pot fi provocate prin oscilații, vibrații ale mașinii, sau printr-un mers neliniar, respectiv defecte de formă ale unei freze prelucrătoare.
- Gradul 3, asperitate (rugozitate): caneluri, șănțuiri (superficiale). Pot fi cauzate de geometria necorespunzătoare a sculei tăietoare (așchietoare), sau o incorectă poziționare, respectiv conducere a ei în timpul operației.
- Gradul 4, asperitate (rugozitate): aspect solzos, zguros, zgrunțuros. Poate lua naștere datorită formării necorespunzătoare a șpanului de așchiere, sau prin deformări cauzate de vîne, împroșcări de lichid la producerea piesei (sudură, turnare)
- Gradul 5 și 6, asperitate (rugozitate), descriptibilă doar prin reprezentare desenată a profilului secționat: structuri de matriță, structuri de cristalizare. Poate fi cauzată prin procese de cristalizare, prin schimbări de structură la suduri sau prelucrări la cald, sau sub influență chimică, coroziune etc.

## Vezi și
- Rugozitate